# Hikmet Hajiyev
Hikmet Farhad oglu Hajiyev (en azerí: Hikmət Fərhad oğlu Hacıyev; Gəncə, 15 de octubre de 1979) es Asistente del Presidente de la República de Azerbaiyán y Jefe del Departamento de Política Exterior de la Administración Presidencial de la República de Azerbaiyán. 

## Biografía
Hikmet Hajiyev nació el 15 de octubre de 1979 en Ganyá y estudió en la escuela secundaria  n.º 24. Se graduó de la Facultad de Relaciones Internacionales y Derecho Internacional de la Universidad Estatal de Bakú. También posee un máster por el Colegio de defensa de la OTAN, el Centro Europeo George C. Marshall para Estudios de Seguridad y la Universidad Libre de Bruselas. 
Desde 2000 Hikmet Hajiyev trabajó en el Ministerio de Relaciones Exteriores de Azerbaiyán. En los distintos años trabajó en la representación de Azerbaiyán en OTAN y en la Embajada de Azerbaiyán en Kuwait y en Egipto. 
Desde 2014 hasta 2018 fue Jefe del Servicio de Prensa en el Ministerio de Relaciones Exteriores de Azerbaiyán. En 2018 fue designado Jefe del Departamento de Política Exterior de la Administración Presidencial de la República de Azerbaiyán. El 29 de noviembre de 2019 Hikmet Hajiyev fue nombrado Asistente del Presidente de la República de Azerbaiyán.
Habla bien ruso, turco, inglés y francés.

## Premios y títulos
- Medalla al Servicio Distinguido en el Servicio Diplomático (2018)[3]
- Orden "Por el servicio a la patria" (2.º grado) (2019)[4]